# 4 юни
4 юни е 155-ият ден в годината според григорианския календар (156-и през високосна). Остават 210 дни до края на годината.

## Събития
- 1783 г. – Братя Монголфие демонстрират своя балон с горещ въздух.
- 1880 г. – II обикновено народно събрание на Княжество България приема закон, с който се създава националната валута лев = 100 стотинки = 1 френски франк.
- 1896 г. – Хенри Форд извършва тестово шофиране на първия си модел автомобил по улиците на Детройт.
- 1911 г. – В Аляска (САЩ) са открити големи залежи от злато.
- 1917 г. – Колумбийският университет (САЩ) започва връчването на престижните награди Пулицър за върхови постижения в литературата, журналистиката, музиката и драмата.
- 1920 г. – Унгария губи 71% от територията си и 63% от населението си по силата на Трианонския договор, подписан в Париж.
- 1936 г. – Леон Блум става министър-председател на Франция.
- 1942 г. – Втората световна война: Започва най-голямото морско сражение през войната – Битката при Мидуей.
- 1969 г. – Самолетът при полет 704 на „Мехикана де Авиасион“ се разбива близо до Аподака, Нуево Леон и убива всички 72 пътници и 7 членове на екипажа на борда на машината.
- 1970 г. – Тонга получава независимост от Обединеното кралство.
- 1972 г. – Руският писател Йосиф Бродски е изгонен от СССР.
- 1989 г. – Протестите на площад Тянанмън в столицата на Китай, Пекин, са жестоко потушени от въоръжени войници и танкове на Народната освободителна армия, загиват стотици студенти.
- 1996 г. – Първият полет на европейската ракета-носител Ариана 5 се проваля, след като ракетата се саморазрушава, 37 секунди след полета, в резултат на програмни грешки.
- 1996 г. – След 53-годишно прекъсване ПФК Славия печели Купата на България.
- 1998 г. – Конституционният съд на България публикува решение, с което обявява за противоконституционен Закона за обявяване в държавна собственост на имуществото на царете Фердинанд I и Борис III и техните наследници.
- 2001 г. – Състои се премиерата на филма Парола: Риба меч в САЩ.
- 2002 г. – Открит е транснептуновия обект 50000 Кваоар.

## Родени
- 1394 г. – Филипа Английска, кралица на Дания, Норвегия и Швеция (†1430 г.)
- 1489 г. – Антон II, херцог на Лотарингия (†1544 г.)
- 1604 г. – Клавдия Медичи, ерцхерцогиня на Австрия († 1648 г.)
- 1694 г. – Франсоа Кене, френски икономист († 1774 г.)
- 1738 г. – Джордж III, крал на Великобритания († 1820 г.)
- 1867 г. – Карл Густав Манерхейм, финландски политик († 1951 г.)
- 1882 г. – Йон Бауер, шведски художник († 1918 г.)
- 1882 г. – Фьодор Комисаржевски, руски режисьор († 1954 г.)
- 1900 г. – Алфредо Ле Пера, аржентински поет († 1935 г.)
- 1904 г. – Алва Беси, американски писател († 1985 г.)
- 1911 г. – Милован Джилас, югославски политик († 1995 г.)
- 1915 г. – Кейта Модибо, първи президент на Мали († 1977 г.)
- 1916 г. – Робърт Фърчгот, американски учен, Нобелов лауреат († 2009 г.)
- 1925 г. – Кольо Витковски, български художник († 1999 г.)
- 1926 г. – Константин Коцев, български актьор († 2007 г.)
- 1926 г. – Алфредо ди Стефано, аржентински футболист († 2014 г.)
- 1927 г. – Владимир Гиновски, български скулптор († 2014 г.)
- 1929 г. – Каролос Папуляс, президент на Гърция († 2021 г.)
- 1930 г. – Георги Георгиев, български ветроходец († 1980 г.)
- 1933 г. – Годфрид Данелс, белгийски духовник († 2019 г.)
- 1934 г. – Никола Ковачев, български футболист († 2009 г.)
- 1936 г. – Нутан Бел, индийска актриса († 1991 г.)
- 1937 г. – Пандо Колевски, писател от Република Македония († 2011 г.)
- 1941 г. – Екатерина Йосифова, българска поетеса († 2022 г.)
- 1948 г. – Юрген Шпарвасер, германски футболист
- 1956 г. – Димитър Дерелиев, български кинопродуцент
- 1957 г. – Сю Ходж, британска актриса
- 1960 г. – Георги Ангелов, български телевизионен водещ и преводач
- 1961 г. – Ференц Дюрчан, унгарски политик
- 1963 г. – Адриана Велчева, българска тенисистка
- 1966 г. – Чечилия Бартоли, италианска певица
- 1970 г. – Изабела Скорупко, полско-шведска актриса и модел
- 1971 г. – Джеймс Калис, британски актьор
- 1971 г. – Жозеф Кабила, президент на Конго
- 1971 г. – Ноа Уайли, американски актьор
- 1975 г. – Анджелина Джоли, американска актриса
- 1977 г. – Александер Манингер, австрийски футболист
- 1978 г. – Робин Тейлър, американски актьор
- 1983 г. – Емануел Ебуе, котдивоарски футболист
- 1983 г. – Ромарик, котдивоарски футболист
- 1985 г. – Лукас Подолски, германски футболист
- 1985 г. – Анна-Лена Грьонефелд, германска тенисистка
- 1985 г. – Бар Рафаели, израелска манекенка и водещ
- 1986 г. – Фахрие Евджен, турска актриса
- 1986 г. – Уна Чаплин, испанска актриса
- 1986 г. – Иван Велчев, български актьор
- 1987 г. – Моли Кинг, английска певица и модел
- 1990 г. – Евън Шпигел, американски бизнесмен
- 1990 г. – Джетсун Пема, кралица на Бутан
- 1991 г. – Лоренцо Инсине, италиански футболист
- 1992 г. – Морган Грифин, австралийска актриса
- 1996 г. – Мария Бакалова, българска актриса
- 2004 г. – Макензи Зиглър, американска танцьорка, певица, актриса и модел

## Починали
- 1039 г. – Конрад II, император на Свещената римска империя (* ок. 990)
- 1472 г. – Несауалкойотъл, владетел на Текскоко (* 1402 г.)
- 1789 г. – Луи-Жозеф Ксавие Франсоа, дофин на Франция (* 1781 г.)
- 1798 г. – Джакомо Казанова, италиански авантюрист и писател (* 1725 г.)
- 1848 г. – Неофит Бозвели, български духовник (* 1785 г.)
- 1872 г. – Станислав Монюшко, полски композитор (* 1819 г.)
- 1875 г. – Едуард Мьорике, германски поет (* 1804 г.)
- 1875 г. – Иларион Макариополски, български висш духовник (* 1812 г.)
- 1876 г. – Абдул Азис, султан на Османската империя (* 1830 г.)
- 1887 г. – Уилям Уилър, американски политик (* 1819 г.)
- 1911 г. – Александър Радев, български политик (* 1864 г.)
- 1917 г. – Йордан Николов, български просветен деец (* 1884 г.)
- 1923 г. – Дмитрий Анучин, руски учен (* 1843 г.)
- 1925 г. – Пиер Луис, френски писател (* 1870 г.)
- 1932 г. – Христо Стамболски, български общественик, лекар-анатом (* 1843 г.)
- 1941 г. – Вилхелм II, последен император на Германия (* 1859 г.)
- 1942 г. – Райнхард Хайдрих, нацистки офицер от СС (* 1904 г.)
- 1971 г. – Дьорд Лукач, унгарски философ и литературен критик (* 1885 г.)
- 1974 г. – Петър Пенков, български актьор (* 1934 г.)
- 1997 г. – Евгени Матеев, български икономист (* 1920 г.)
- 2002 г. – Фернандо Белаунде Тери, президент на Перу (* 1912 г.)
- 2017 г. – Хуан Гойтисоло, испански писател (* 1931 г.)

## Празници
- ООН – Международен ден за защита на децата – жертви на агресия (от 1983 г.)
- Тонга – Ден на независимостта (от Великобритания, 1970 г., национален празник)
- Естония – Ден на знамето, празнува се от 1884 г.
- Финландия – Ден на знамето на Военните сили, отбелязва се ежегодно в деня, когато е роден известния финландски държавник Карл Густав Манерхейм
- Унгария – Ден на националното единство, от 2010 г. се отбелязва годишнината от подписването на Трианонския договор, когато Кралство Унгария губи 72% от своята територия.